# ローラ・ダンドヴィッチ

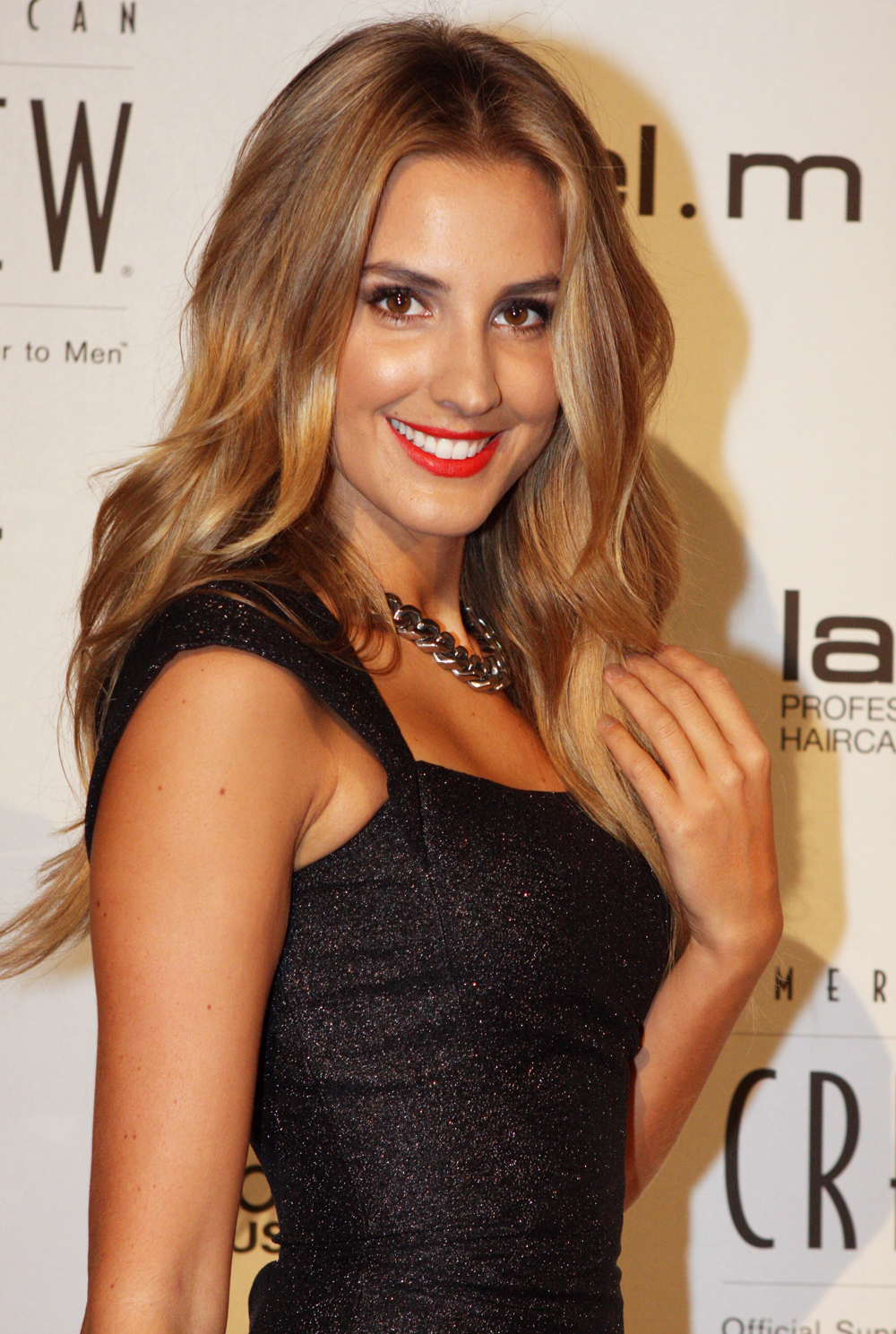
ローラ・ダンドヴィッチ

ローラ・ダンドヴィッチ（英語: Laura Dundovic,1987年 - ）は、オーストラリアのシドニー出身のミス・オーストラリア2008。ローラ・ダンドビックとの表記もある。
ミス・ユニバース2008にもオーストラリア代表として出場し、トップ10ファイナリストにまで残った。
現在はシドニーに住んでおり、心理学を勉強している 。